# Гельмязівська сотня
Гельмя́зівська со́тня — адміністративно-територіальна та військова одиниця Переяславського полку у добу Гетьманщини з центром у містечку Гельмязів.

## Історія
Як підрозділ Переяславського полку сформувалася влітку 1648 року. У кількості 128 козаків закріплена Зборівським реєстром 16 жовтня 1649 року за Переяславсим полком, і аж до своєї ліквідації у 1782 році перебувала у його складі.
Після ліквідації сотні територія розподілена між Переяславським та Золотоніським повітами Київського намісництва.

## Населені пункти
1750 року: Безпальче, село; Богдани, село; Гельмязів, містечко; Горбані, село; Жорнокліївка, село; Коврай, село; Коврайський хутір; Каленики, село; Нехайки, село; Підставки, село; Плешкані, село, Чопилки, село; хутори: Борковського, бунчукового товариша; Кандиби, піщанського сотника; Коховського; Лісеневича, полкового судді; Томари, бунчукового товариша; Фридрикевича, Бунчукового товариша. В описі 1765-1769 років також за сотнею значиться село Богушкова Слобода та ще кілька нових хуторів.

## Сотенний устрій

### Сотники
| - Щуренко Іван (1649) - Ілляшевич Яків (1649) - Кустовський Степан (1662) - Степан Корнійович (1666) - Якубенко Силуян (1672) - Гладкий Іван (1674) - Семенченко Лук'ян (1676, 1680, 1689) - Зуй Тимофій (1678) - Кобилецький Федір (1682) - Сулима Іван Степанович (1684) - Погребевич Марко Тарасович (1689) - Тоцький Федір Іванович (1693–1706) - Тоцький Сава Федорович (1706, 1715–1747) | - Азза Федір (1709–1715, 1723 (н.)) - Орда Іван (1709 (н.)) - Попеко Софрон (1721 (н.)) - Андрусенко Григорій (1729 (н.)) - Хомутовський Яків (1736 (н.)) - Ревенко Аврам (1737 (н.)) - Баран Остап (1737 (н.)) - Глущенко Герасим (1738, 1743 (н.)) - Деркач Андрій (1739 (н.)) - Тоцький Йосип (1747–1770) - Ошкал Андрій (1762 (н.)) - Козловський Андрій (1770–1782) |

### Писарі
- Михайло Семенович (1693)
- Монастирський Григорій (1703, 1714)
- Данилів Єремій (1725)
- Косинський Григорій (1727–1734)
- Долинський Гнат (1735–1752)
- Шабаш Іван (1737)
- Панкевич Василь (1759)
- Кузтович Самійло (1767)
- Липський Лук'ян (1771–1780)
- Матюшевський Семен (1780–1782)

### Осавули
- Кобзаренко Улас (1734–1737)
- Орда Василь Семенович (1737–1740)
- Ревенко Аврам (1741–1743)
- Тарасенко Василь (1748–1754, 1767)
- Чернявський Степан (1759)
- Тарасов Іван (1774–1777)
- Тищенко Григорій (1777–1782)

### Хорунжі
- Кротенко Пилип (1689)
- Лихогренко Степан (1714)
- Вертиполох Іван (1725–1735)
- Рева Кіндрат (1734)
- Лобунець Гнат (1736–1737)
- Сизоренко Григорій (1736)
- Сизоненко Остап (1737–1754)
- Кріт Назар (1767)
- Тищенко Григорій (1773–1774)
- Сподин Герасим (1774–1782)

### Городові отамани
| - Зуй Тиміш (1676, 1680) - Ручка Василь (1678) - Ревенко Пасько (1689) - Щуровський Артем (1693) - Пруденко Василь (1697, н.) - Зражевський Данило (1699-1703) - Орда Іван (1709). Лапша Протас (1714) - Федорович Данило (1725-1726) - Андрусенко Григорій (1726-1734) | - Хомутовський Яків (1736) - Сухина Никифор (1737-1741) - Грущенко Герасим (1743) - Баран Остап (1743-1752) - Свірський Іван (1754-1759) - Сухина Семен (1766) - Мехеда Антип (1772-1774) - Голубовський Іван (1778-1782) |

## Опис Гельмязівської сотні
За описом Київського намісництва 1781 року наявні наступні дані про кількість сіл та населення Гельмязівської сотні (за новоствореними повітами) напередодні ліквідації:
| Населені пункти Гельмязівської сотні                               | Дворян і шляхетства | Різночинців | Духовенства | Церковників | Греків | Хат              | Хат                   | Хат   | Хат                                        | Хат                                                           | Всього | Всього                             |
| ------------------------------------------------------------------ | ------------------- | ----------- | ----------- | ----------- | ------ | ---------------- | --------------------- | ----- | ------------------------------------------ | ------------------------------------------------------------- | ------ | ---------------------------------- |
| Населені пункти Гельмязівської сотні                               | Дворян і шляхетства | Різночинців | Духовенства | Церковників | Греків | козаків виборних | козаків підпомічників | міщан | посполитих коронних, в тому числі рангових | посполитих власницьких, різночинських і козацьких підсусідків | хат    | за останньою 1764 року ревізії душ |
| У Переяславському повіті:                                          |                     |             |             |             |        |                  |                       |       |                                            |                                                               |        |                                    |
| село Нехайки                                                       | —                   | 6           | 2           | 2           | —      | 75               | 76                    | —     | —                                          | 88                                                            | 239    | —                                  |
| село Горбані                                                       | 1                   | —           | 1           | 2           | —      | 36               | 50                    | —     | —                                          | 24                                                            | 110    | —                                  |
| село Чопилки                                                       | —                   | —           | 1           | 1           | —      | 47               | 36                    | —     | —                                          | 5                                                             | 88     | —                                  |
| Разом у частині сотні Гельмязівської                               | 1                   | 6           | 4           | 5           | —      | 158              | 162                   | —     | —                                          | 117                                                           | 437    | 1056//                             |
| У Золотоніському повіті:                                           |                     |             |             |             |        |                  |                       |       |                                            |                                                               |        |                                    |
| містечко Гельмязів                                                 | 7                   | 5           | 3           | 2           | —      | 221              | 271                   | —     | 25                                         | 157                                                           | 674    | —                                  |
| село Коврай                                                        | 1                   | 3           | 1           | —           | —      | 27               | —                     | —     | —                                          | 118                                                           | 145    | —                                  |
| село Плескані                                                      | —                   | 1           | 2           | 2           | —      | 52               | 71                    | —     | —                                          | 31                                                            | 154    | —                                  |
| село Підставки                                                     | —                   | —           | 1           | —           | —      | 27               | 24                    | —     | —                                          | 134                                                           | 185    | —                                  |
| село Каленики                                                      | —                   | 1           | 2           | 1           | —      | 79               | 87                    | —     | —                                          | 25                                                            | 191    | —                                  |
| слобідка Золотоношка                                               | —                   | —           | —           | —           | —      | —                | —                     | —     | —                                          | 61                                                            | 61     | —                                  |
| село Жорноклівка                                                   | 1                   | —           | 1           | 1           | —      | 23               | 46                    | —     | —                                          | 49                                                            | 118    | —                                  |
| село Безпальче                                                     | 1                   | 6           | 1           | 1           | —      | 63               | 114                   | —     | —                                          | 50                                                            | 227    | —                                  |
| село Богдани                                                       | 1                   | 1           | 1           | 1           | —      | 68               | 69                    | —     | —                                          | 32                                                            | 169    | —                                  |
| 1. хутір сотника Козловського                                      | —                   | —           | —           | —           | —      | —                | —                     | —     | —                                          | 2                                                             | 2      | —                                  |
| 2. хутір судді Тоцького                                            | —                   | —           | —           | —           | —      | —                | —                     | —     | —                                          | 12                                                            | 12     | —                                  |
| 3. хутір бунчукового т. Томари                                     | —                   | —           | —           | —           | —      | —                | —                     | —     | —                                          | 1                                                             | 1      | —                                  |
| 4. хутір померлого судді генерал. Безбородька (нині Безбородьки ?) | —                   | —           | —           | —           | —      | —                | —                     | —     | —                                          | 23                                                            | 23     | —                                  |
| 5. хутір судді полкового Тоцького                                  | —                   | —           | —           | —           | —      | —                | —                     | —     | —                                          | 33                                                            | 33     | —                                  |
| 6. хутір сотника і військового т. Базилевичів                      | —                   | —           | —           | —           | —      | —                | —                     | —     | —                                          | 25                                                            | 25     | —                                  |
| 7. хутір бунчукового т. Борковського                               | —                   | —           | —           | —           | —      | —                | —                     | —     | —                                          | 3                                                             | 3      | —                                  |
| 8. хутір судді полкового Тоцького                                  | —                   | —           | —           | —           | —      | —                | —                     | —     | —                                          | 14                                                            | 14     | —                                  |
| 9. хутір священика Юзефовича                                       | —                   | —           | —           | —           | —      | —                | —                     | —     | —                                          | 1                                                             | 1      | —                                  |
| 10. хутір значкового т. Нѣцковича                                  | —                   | —           | —           | —           | —      | —                | —                     | —     | —                                          | 4                                                             | 4      | —                                  |
| 11. хутір священика Ницькевича                                     | —                   | —           | —           | —           | —      | —                | —                     | —     | —                                          | 6                                                             | 6      | —                                  |
| 12. хутір колезького радника Фридиркевича                          | —                   | —           | —           | —           | —      | —                | —                     | —     | —                                          | 20                                                            | 20     | —                                  |
| 13. хутір смоленського шляхтича Коховського                        | —                   | —           | —           | —           | —      | —                | —                     | —     | —                                          | 6                                                             | 6      | —                                  |
| 14. хутір бунчукового т. Лисѣневича                                | —                   | —           | —           | —           | —      | —                | —                     | —     | —                                          | 20                                                            | 20     | —                                  |
| Разом у частині сотні Гельмязівської                               | 11                  | 17          | 12          | 8           | —      | 560              | 682                   | —     | 25                                         | 827                                                           | 2094   | 4887//                             |
| Всього у сотні Гельмязівській                                      | 12                  | 23          | 16          | 13          | —      | 718              | 844                   | —     | 25                                         | 944                                                           | 2531   | 5943                               |